# NGC 1316B
NGC 1316B is een spiraalvormig sterrenstelsel in het sterrenbeeld Oven. Vanaf de Aarde gezien ligt het in de buurt van drie andere sterrenstelsels, namelijk NGC 1316, NGC 1316A en NGC 1316C.

## Synoniemen
- PGC 95472
- MCG -6-8-9